# Buprestis novemmaculata
Деветотачкасти красац (лат. Buprestis novemmaculata) је инсект из реда тврдокрилаца (Coleoptera) и фамилије красаца (Buprestidae). Припада потфамилији Buprestinae.

## Распрострањење и станиште
Деветотачкасти красац је распрострањен у највећем делу Европе, на Кавказу, у Сибиру и северној Африци. На северу ареала, подручје дистрибуције се протеже до Данске (где се сматра инвазивном врстом), централне Шведске, јужне Норвешке и јужне Финске. Не живи на Британским острвима и земљама Бенелукса. Интродукована је у Аустралију и Чиле, где се сматра инвазивном врстом на Монтерејском бору (лат. Pinus radiata). У Србији се може наћи спорадично. Настањује четинарске шуме, пре свега шуме бора, смрче или ариша. Главни фактори угрожавања B. novemmaculata су сеча и крчење шума, пошумљавање монокултурама или алохтоним врстама и коришћење различитих биоцида у шумама. 

## Опис
Деветотачкасти красац је дугaчак 12—20 mm. Тело је равно и сјајно (сл. 1, 3). Леђна страна тела је тамне боје (најчешће црне), метално сјајна. На покрилцима се налази осам пега неправилног облика (неке од њих могу бити и спојене, па делује као да их има мање од осам - сл. 4), док се на глави, између очију, уочава једна велика пега, па је на основу укупно девет светлијих пега ова врста и добила назив B. novemmaculata (деветотачкасти красац). Пеге могу бити жуте, наранџасте или црвене боје. Због присуства осам пега на покрилцима, веома је слична осмотачкастом красцу (лат. Buprestis octoguttata). На покрилцима се уочавају уздужни паралелни неправилни гребени. Трбушна страна тела је длакава, браон-сиве боје, са жутим пегама (сл. 2). Бочне стране пронотума су обојене као и пеге на покрилцима. Такође, пеге су присутне и на мандибулама. Глава је ужа од пронотума. Ширина главе је дупло већа од дужине. На глави се налазе веома крупне очи, бочно постављене. Ларва B. novemmaculata је беле боје, без ногу. 

## Биологија и развиће
Имага деветотачкастог красца могу да лете и активна су од јуна до октобра, док су најбројнија у јулу и августу. Током топлих сунчаних дана примећују се углавном на пањевима или срушеним стаблима бора или смрче. Женка полаже јаја у пукотине коре дрвета или пањева бора, смрче или ариша. Ларве се најчешће развијају испод коре мртвих или трулих стаблима, а посебно у корењу и пањевима. Развиће ларви траје 2—4 године. Ларве се улуткавају током маја и јуна, најчешће испод коре биљке домаћина.  

## Галерија
- Слика 1. Изглед леђне стране тела
- Слика 2. Изглед трбушне стране тела
- Слика 3. Бочна страна тела
- Слика 4. Изглед леђне стране тела са неправилним пегама